# Сайра тихоокеанська
Сайра тихоокеанська (Cololabis saira) — риба родини Макрелещукові (Scomberesocidae).

## Розповсюдження
Розповсюджена в помірних та тропічних водах Тихого океану від Японії та Південних Курильських островів до Каліфорнії та Британської Колумбії.

## Будова
Довжина до 40 см, вага до 170 г. Тіло витягнуте, сплюснуте з боків. Хвостовий плавець виделкоподібний. Між хвостовим та анальним, а також між хвостовим та спинним плавцем є кілька (4 — 6) маленьких додаткових плавців. Луска дрібна. Обидві щелепи трохи видовжені загострені та утворюють щось подібне до дзьоба. Грудні та черевні плавці маленькі. Забарвлення спини темно-зелене, боки та черево сріблясті.

## Спосіб життя та розмноження
Сайра — зграйна риба тримається в поверхневих шарах води на глибинах до 230 м. Живиться зоопланктоном, личинками та мальками інших риб. Для сайри характерні сезонні міграції на значні відстані.
Тривалість життя до 6 років. Статевої зрілості досягає на 3 році життя. Нерест з січня по червень, загальна кількість відкладених за сезон ікринок становить 9 — 23 тисячі. Ікра дрібна, діаметром 1,5 — 2 мм, відкладається на твердий плавучий субстрат, зазвичай на водорості. На одному з полюсів ікринки є пучок клейких ниток, за допомогою яких вона прикріплюється. Під час нересту риби тримаються невеликими зграйками, не утворюючи великих скупчень.

## Значення
Цінна промислова риба, м'ясо дуже жирне та має гарні смакові якості. Сайру ловлять вночі, оскільки у цієї риби є властивість збиратись великими зграями на світло прожекторів. Лов сезонний. З сайри виготовляють консерви, в'ялять, коптять та продають у замороженому вигляді.